# Macquarie Island Commonwealth Marine Reserve
Das Macquarie Island Commonwealth Marine Reserve ist ein Meeresschutzgebiet, das am 27. Oktober 1999 gegründet wurde. Das Reservat liegt 1500 km südöstlich von Tasmanien im Pazifischen Ozean und erstreckt sich über ein Gebiet von 162.000 km². Das Meeresschutzgebiet ist mit der Macquarie Island Nature Reserve verbunden, das sich im Zuständigkeitsbereich der tasmanischen Regierung befindet, in der die Macquarieinsel, die kleinen Judge- und Clerkinseln, Bishop- und Clerkinseln liegen.
Es handelt sich flächenmäßig nach der Kiribati Phoenix Islands Protected Area und nach dem Papahānaumokuākea Marine National Monument, um den drittgrößten Meeresschutzpark der Welt, und um ein einmaliges Gebiet auf der Erde, in dem die ozeanische Erdkruste über die Wasseroberfläche hervortritt.

## Lage

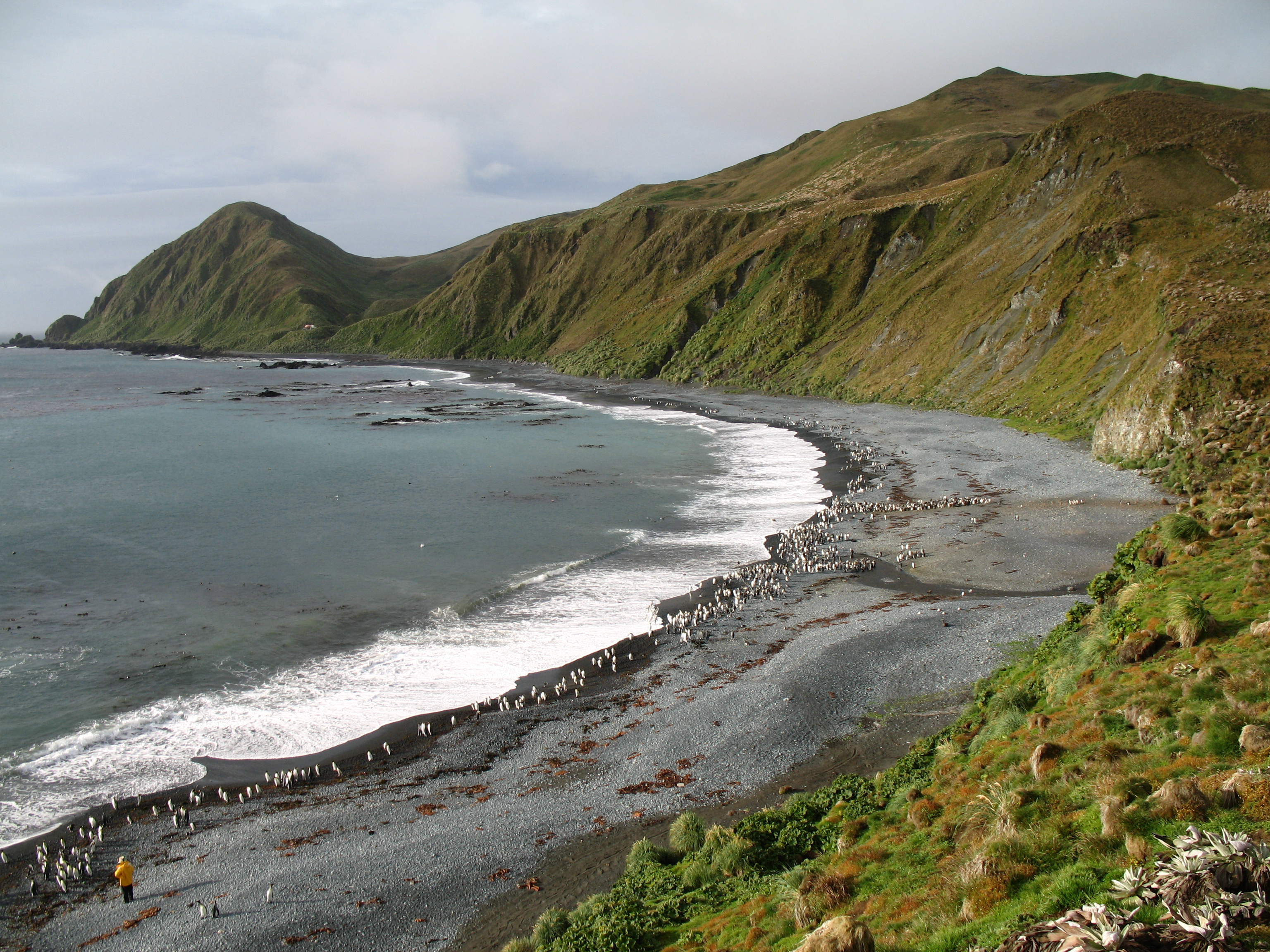
Macquarie Island

Die Judge- und Clerk-Inseln liegen etwa 11 km nördlich der Macquarie Island, die Bishop- und Clerkinseln etwa 37 km südlich. Während diese kleinen Felsen lediglich aus dem Ozean herausragen, ist die Macquarie Island etwa 34 km lang und 5 km breit.
Das als Region of Australia's Exclusive Economic Zone bezeichnete Gebiet um die Macquarie Island erstreckt sich über 476.000 km² in einem Abstand von der Dreimeilenzone von 370 km (200 nautische Meilen) um die MacQuarie Island.
Der nordöstliche Teil der Region erstreckt sich bis an die Gewässer von Neuseeland der Campbell Island und Auckland Islands und nordöstlich bis zum australischen Schelf.

## Schutzgebiete
Die kommerzielle Nutzung der Macquarie Island endete 1933 mit der Erklärung einer geschützten Zone, 1971 fiel die Insel in die Zuständigkeit des Tasmanian National Parks and Wildlife Service und ab 1972 unter das Recht des Commonwealth. 1978 wurde sie zum Macquarie Island Nature Reserve benannt, 1998 in der Liste der UNESCO-Welterbe aufgenommen und 1999 wurde das Meeresschutzgebiet Macquarie Island Commonwealth Marine Reserve proklamiert.

## Fauna
Im Schutzgebiet leben 5 Albatross-, 2 Seebären- und 4 Pinguinarten, darunter  Subantarktischer Seebär (Arctocephalus tropicalis), Haubenpinguin (Eudyptes schlegeli), Antipodenseeschwalbe (Sterna vittata), Südlicher Feensturmvogel (Pachyptila turtur), Grausturmvogel (Procellaria cinerea), Blausturmvogel (Halobaena caerulea), Schwarzbrauenalbatros (Thalassarche melanophrys) und Wanderalbatros (Diomedea exulans).

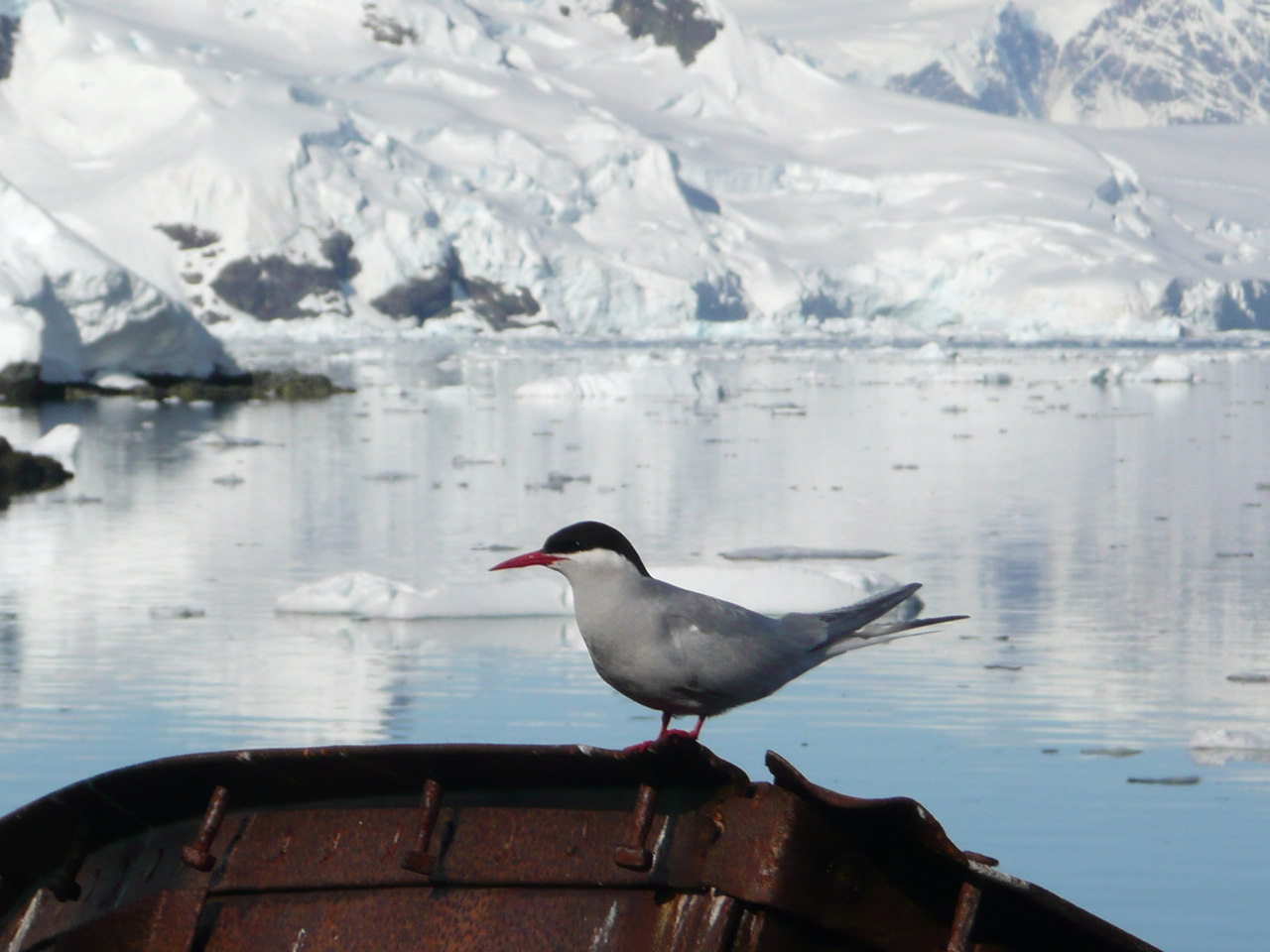
Antipodenseeschwalbe
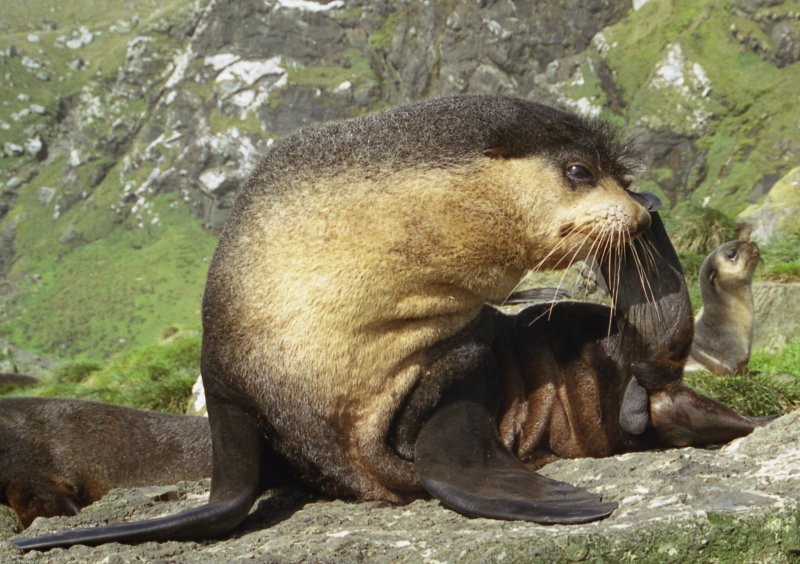
Subantarktischer Seebär
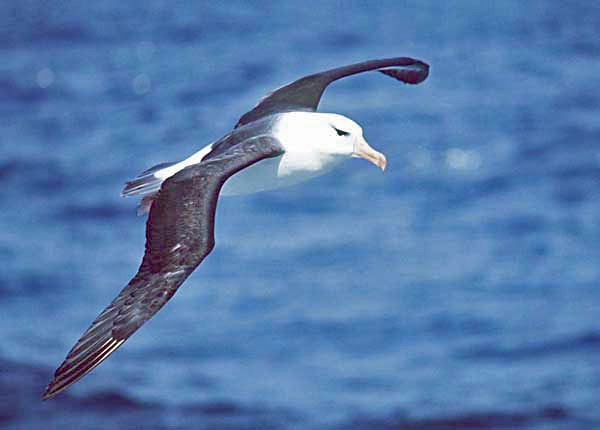
Schwarzbrauenalbatros
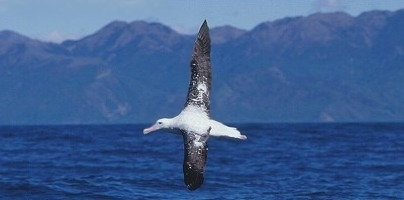
Wanderalbatros
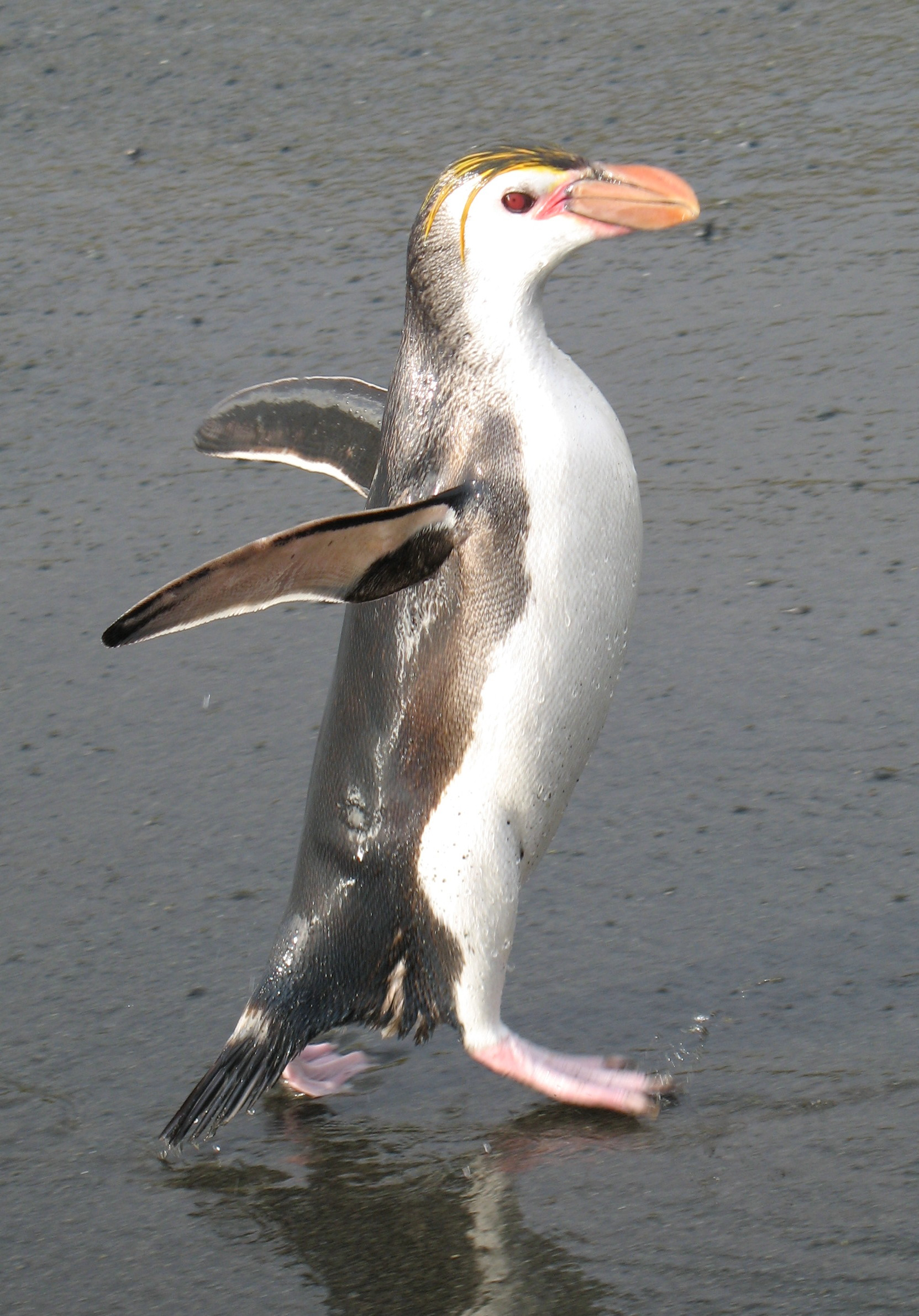
Haubenpinguin